# Europa slavă
     Țări unde este vorbită o limbă slavă vestică
     Țări unde este vorbită o limbă slavă estică
     Țări unde este vorbită o limbă slavă sudică

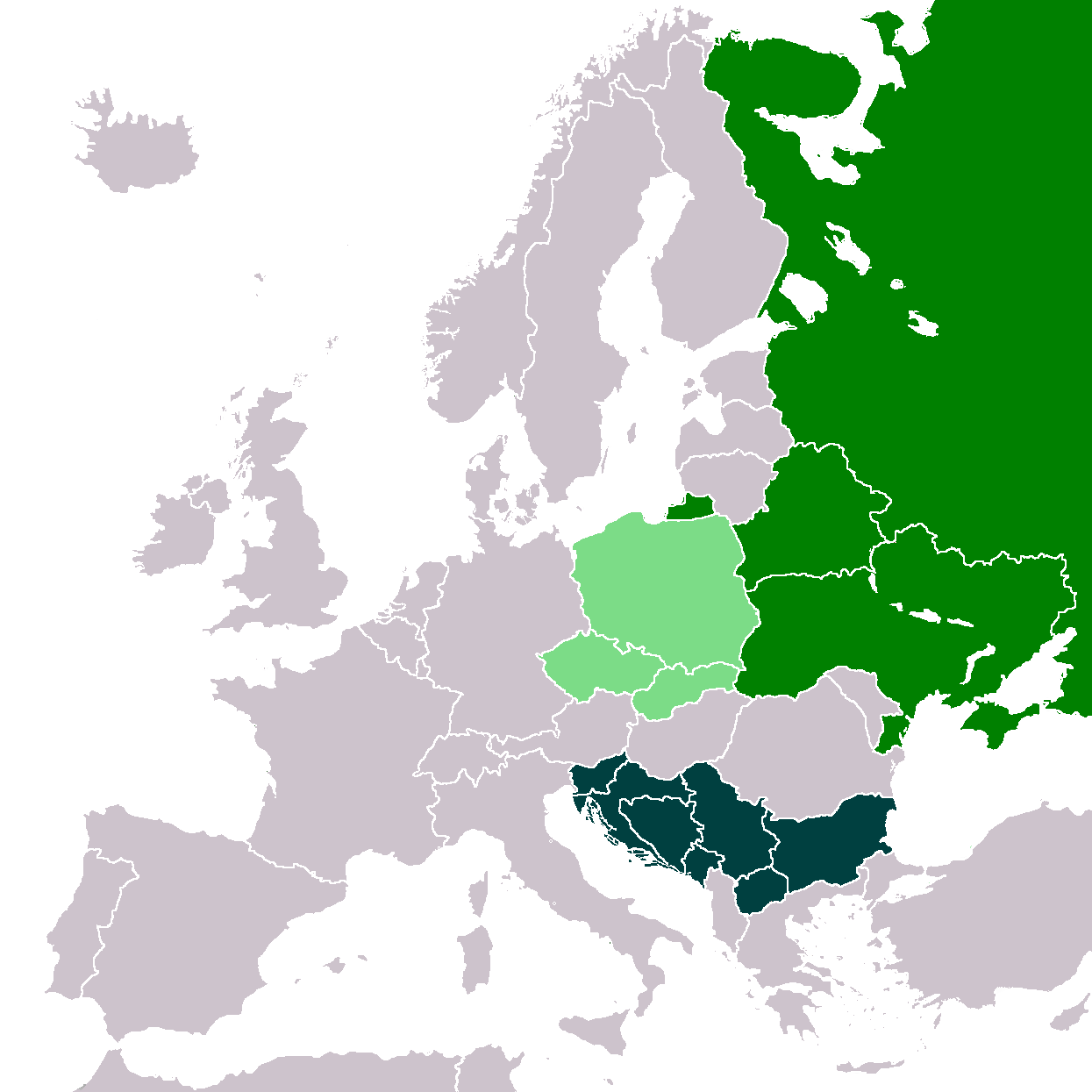
Țări unde este vorbită o limbă slavă vestică
Țări unde este vorbită o limbă slavă estică
Țări unde este vorbită o limbă slavă sudică

Europa slavă este formată din acele state și regiuni ale Europei în care se vorbește o limbă slavă și care au o cultură distinctă față de culturile germanică și latină. Aceasta conține: Belarus, Bosnia și Herțegovina, Bulgaria, Croația, Muntenegru, Polonia, Republica Cehă, Republica Macedonia, Rusia, Serbia, Slovacia, Slovenia și Ucraina. Uneori acest termenul este extins la Transnistria (Stînga Nistrului).
Religiile predominante ale Europei slave sunt creștinism (Biserica Catolică și Ortodoxă) și islam (în Bosnia și Herțegovina, și Sandžak).